# Smittina malleolus
Smittina malleolus är en mossdjursart som först beskrevs av Walter Douglas Hincks 1884.  Smittina malleolus ingår i släktet Smittina och familjen Smittinidae. Inga underarter finns listade i Catalogue of Life.